# Меморіальний комплекс радянських воїнів (Жемчужне)
Меморіальний комплекс у с. Жемчужне (Юр'ївського району Дніпропетровської області) складається з трьох братських могил радянських воїнів, які загинули при визволенні сіл Жемчужне та с. Затишне 17 вересня 1943 року, пам'ятника односельчанам, 14 мармурових плит та залізобетонної скульптури «Три воїни». Пам'ятка історії місцевого значення України.

## Опис
Оновлення пам’ятника в с. Жемчужне відбулося в 1985 році, шляхом об’єднання братських могил в один меморіал з встановленням скульптури воїнів: один воїн тримає в руках гвинтівку, другий більш літній воїн з гранатою на поясі та з патронтажем через плече, третій воїн стоїть на одному коліні без головного убору в одній зігнутій руці тримає каску, другою рукою тримає гвинтівку. Підніжжя під постаментом прямокутне, цегляне обкладене спереду мармуровою плиткою. Стіна меморіалу зліва цегляна покрита цементною шубою на якій встановлено 8 мармурових плит з іменами 259 загиблих односельчан с. Жемчужне, с. Кіндратівки, с. Затишне, Стовбино, Воскресенка, с. Василівка, які загинули в роки Великої Вітчизняної війни 1941-1945 рр. Над мармуровими плитами вирізані 8 зірок (червоного кольору). Стіна з правої сторони постаменту має зображення ордену вітчизняної війни (без середини та пофарбована в чорний колір). Навпроти меморіалу встановлений похилений прапор (червоного кольору), за ним по обидві сторони розташовані надгробні тумби в кількості 15 шт. з викарбуваними іменами 33 загиблих воїнів та на одній із них надпис 20 невідомих воїнів.
2024 року Виконком Юр'ївської селищної ради ухвалив дозвіл на проведення робіт щодо часткового демонтажу зображень зі збереженням загального художнього оформлення меморіального комплексу з метою усунення об'єктів, що відображають радянські та російські історичні та пропагандистські наративи чи містять недостовірну історичну інформацію.